# تینو وگر
تینو وگر (انگلیسی: Tino Vegar؛ زادهٔ ۳۰ ژانویهٔ ۱۹۶۷) بازیکن واترپلو اهل کرواسی است.